# 比利时政治
自从比利时联邦化后，政府结构更趋复杂。在联邦政府以下根据语言族群而设立了三个社群，即法語社群、荷語社群以及德語社群；同时又设立了三个大区，即瓦隆大区、弗拉芒大區和布鲁塞尔首都大区。社群和大区互相覆盖，分工明确。其中荷語社群政府和弗拉芒大区政府合并为一个统一的弗拉芒政府；瓦隆大区大部分对应法语社群，但东部边疆地区为德语社群；布鲁塞尔首都大区为双语共处，法语人口居多。联邦、社群、大区分工如下：
- 联邦政府：负责有关国家整体利益的事务。(如外交、国防、经济、社会福利、公共安全、运输、通讯等)
- 社群政府：负责语言、文化和教育。(如：学校、图书馆、戏院等)
- 大区政府：负责当地的土地与财产事务。(地域经济、规划、建屋、交通等)

荷语区民众对“文化”议题较为关注，而法语区民众对“经济”议题较为关注。如：一个在布鲁塞尔的学校建筑由布鲁塞尔大区政府管辖，但是学校作为一个教育机构则由荷語社群政府（如果学校教授的第一语言是荷兰语）或法语社群政府（如果学校的第一语言是法语）负责。这是一个复杂但却能被广泛接受的举措，以确保各种文化能和平共处。
比利时的政党也充分体现了联邦体制，大党都是弗拉芒区的大党或瓦隆区的大党，没有全国性的主要党派。
比利时的首都布鲁塞尔是900多个重要国际机构的所在地，包括北约总部和欧盟总部，有“欧洲首都”之称。

## 联邦政府
1954年后，比利时联邦政府一直为联合执政。和北欧和西班牙的不同的是，比利时在组阁的过程中一定要确保占据议会中多数，而不是像上述国家，可由少数组阁，然后试图获得在野党支持。政府在开始运作前，需要先取得国会的信任表决。政府中除总理外，部长的职位分别由荷语和法语政治家平均分配。比利时联邦政府组阁的过程在近年非常困难，2010年大选后，长达541天的组阁时间也创了“世界记录”。

## 政党
比利时的主要政党有荷语基督教民主党、荷语开放自民党、弗拉芒利益党、法语革新运动党、法语社会党、法语行动者党、荷语绿党、法语生态党等。